# Чернівецька обласна організація НСПУ
Творча спілка (інша професійна організація) Чернівецька обласна організація Національної спілки письменників України
Створена 16 жовтня 1956 року (перереєстрована 2024 р.).
У радянську добу родовід вівся від 1940 року, коли Північна Буковина потрапила до складу СРСР. У літературний канон з місцевих письменників минувшини потрапили лише Юрій Федькович (1834—1888) та Ольга Кобилянська (1963—1942). Після Другої світової війни з поверненням радянського ладу робився наголос на «природньому» функціонуванні у тамтешньому літературному середовищі прикордоння чотирьох мов: української, румунської, російської, та ідиш. В цьому контексті згадувалася творчість таких письменників, як: Юрій Федькович, Ольга Кобилянська, Сидір Воробкевич, Михайло Ткач, Василь Лесин, Михайло Івасюк, Мірча Лютик, Микола Плагута, Мойша Альтман, Йосип Бург.
У утворенням спілчанської організації до неї увійшли письменники, які гуртувалися до цього у місцевому літературному об'єднанні, а видана 1958 року антологія «Письменники Буковини початку ХХ століття» згадувала лише 6 імен поередників: Івана Діброву, Данила Харов'юка, Івана Синюка, Дмитра Макогона, Володимира Кобилянського та Миколу Марфієвича.
Станом на 1987 рік на обліку перебувало 25 письменників. Щорічно проводилося літературне свято «Червневі зорі».
Організацію від часу заснування очолювали Михайло Ткач, Микола Бурбак, Віктор Косяченко, Василь Фольварочний, Віталій Колодій, Василь Васкан, Василь Довгий, наразі — Василь Джуран.
В краї спілчанами засновані і вручаються літературні премії ім. Сидора Воробкевича, ім. Дмитра Загули (з 1990), ім. Івана Бажанського (з 2001). Видруковано двотомник "Письменники Буковини (2001, 2003).

## Склад
| Повноваження голови | Повноваження голови           | Повноваження голови | Повноваження голови |
| №                   | ПІБ                           | Набуття             | Скасування          |
| ------------------- | ----------------------------- | ------------------- | ------------------- |
| 1                   | Ткач Михайло Миколайович      | 1956                | 1967                |
| 2                   | Бурбак Микола Іванович        | 1967                | 1974                |
| 3                   | Косяченко Віктор Трохимович   | 1974                | 1976                |
| 4                   | Фольварочний Василь Іванович  | 1976                | 1990                |
| 5                   | Колодій Віталій Дем'янович    | 1990                | 1998                |
| 6                   | Васкан Василь Васильович      | 1998                | 2003                |
| 7                   | Довгий Василь Манолійович     | 2003                | 2018                |
| 8                   | Джуран Василь Тодорович       | 2018                | 2025                |
| 9                   | Антофійчук Володимир Іванович | з червня 2025       |                     |

| Склад | Склад                                   | Склад      | Склад      | Склад              |
| №     | ПІБ                                     | Роки життя | Вступ      | Вибуття, примітки  |
| ----- | --------------------------------------- | ---------- | ---------- | ------------------ |
| 1     | Антофійчук Володимир Іванович           | 1955       | 05.10.2014 |                    |
| 2     | Болюх Роман Іванович                    | 1930-2014  | 09.12.1993 | 26.11.2014         |
| 3     | Бунчук Борис Іванович                   | 1955       | 14.12.1988 |                    |
| 4     | Бург Йосиф Кунович                      | 1912-2009  | 28.11.1988 | 10.08.2009         |
| 5     | Бучко Микола Іванович                   | 1948-2017  | 11.12.1984 | 02.06.2017         |
| 6     | Васкан Василь Васильович                | 1941-2023  | 28.01.1999 | 07.12.2023         |
| 7     | Вознюк Володимир Оксентійович           | 1950       | 06.03.1990 |                    |
| 8     | Гочу Симион Симионович                  | 1948       | 22.12.1992 |                    |
| 9     | Демченко Віталій Григорович             | 1937       | 29.04.1974 |                    |
| 10    | Джуран Василь Тодорович                 | 1957       | 03.03.2017 |                    |
| 11    | Довбуш Олександр Іванович               | 1968-2023  | 04.04.2000 | 28.02.2023         |
| 12    | Довгань Оксана Григорівна               | 1938       | 03.12.2015 |                    |
| 13    | Довгий Василь Манолійович               | 1941-2018  | 21.11.2000 | 25.06.2018         |
| 14    | Дущак Анна Кирилівна                    | 1959-2010  | 26.03.2003 | 17.02.2010         |
| 15    | Дячков Володимир Якович                 | 1937-2008  | 25.03.1997 | 03.11.2008         |
| 16    | Зегря Ілля Тодорович                    | 1949-2022  | 19.11.1986 | 24.10.2022         |
| 17    | Ільїна Людмила Вікторівна               | 1954       | 10.11.1995 |                    |
| 18    | Китайгородська Віра Микитівна           | 1961       | 25.04.1990 |                    |
| 19    | Кожелянко Василь Дмитрович              | 1957-2008  | 13.06.1995 | 22.08.2008         |
| 20    | Колодій Віталій Дем'янович              | 1939-2016  | 08.10.1969 | 29.03.2016         |
| 21    | Косяченко Віктор Трохимович             | 1932       | 08.10.1969 |                    |
| 22    | Криган Григорій Георгійович             | 1941-2021  | 16.06.1992 | 21.09.2021         |
| 23    | Кукульник Василь Дмитрович              | 1938       | 18.10.2018 |                    |
| 24    | Кушнірик Іван Григорович                | 1924-2011  | 03.09.1965 | 02.06.2011         |
| 25    | Лазарук Мирослав Ярославович            | 1956       | 19.05.1989 | -Довідник-2023     |
| 26    | Лижник Ярослав Романович                | 1960       | 26.10.2013 |                    |
| 27    | Лютик Мірча Савович                     | 1939-2020  | 11.01.1978 | 17.09.2020         |
| 28    | Мельник Василь Гаврилович               | 1937-2015  | 21.02.1984 | 22.05.2015         |
| 29    | Мельник Галина Терентіївна              | 1947       | 31.10.2019 |                    |
| 30    | Мельничук Богдан Іванович               | 1937       | 21.02.1983 |                    |
| 31    | Михайловський Володимир Іларіонович     | 1939-2014  | 06.06.2000 | 30.01.2014         |
| 32    | Місевич Василь Хризонтович              | 1941       | 30.09.1997 |                    |
| 33    | Міщенко Катерина Олексіївна (Васильчук) | 1956       | 17.01.1995 |                    |
| 34    | Нагірняк Іван Семенович                 | 1949-2014  | 20.06.2003 | 01.09.2014         |
| 35    | Палій Петро Панасович                   | 1933-2012  | 05.05.1988 | 06.04.2012         |
| 36    | Пантюк Сергій Дмитрович                 | 1966       | 16.01.1997 | Київська МО        |
| 37    | Панчук Степан Михайлович                | 1949       | 19.10.2021 |                    |
| 38    | Паращук Сергій Олександрович            | 1958       | 2008       |                    |
| 39    | Рачук Микола Свиридович                 | 1941-2024  | 06.03.1990 | 03.01.2024         |
| 40    | Романець Олекса (Олексій) Стратонович   | 1921-2006  | 1995       | 15.09.2006         |
| 41    | Свінціцький Олександр Миколайович       | 1955       | 08.04.2016 |                    |
| 42    | Севернюк Тамара Артемівна               | 1940       | 10.11.197  |                    |
| 43    | Сенчик Олег Романович                   | 1942-2015  | 22.12.1992 | 24.11.2015         |
| 44    | Старик Дойна Іванівна                   | 1975       | 05.10.2014 |                    |
| 45    | Тарасюк Галина Тимофіївна               | 1948       | 16.03.1977 | з 2000 Київська МО |
| 46    | Терицану Василь Дмитрович               | 1945-2022  | 14.11.1988 | 08.08.2022         |
| 47    | Ткач Михайло Миколайович                | 1932-2007  | 1957       | 04.04.2007         |
| 48    | Титов Василь Тихонович                  | 1948       | 28.02.2005 |                    |
| 49    | Шевченко Георгій Петрович               | 1937-2020  | 19.06.2001 | 11.02.2020         |

Станом на 1 січня 2014 року.